# Spiekeroog Express
Die Spiekeroog Express war eine 2003 als Zicken Zauber in der Werft AB Sarins Båtar Oy, Öjavägen, Finnland, gebaute Motoryacht. Die Yacht wurde zusammen mit zwei weiteren Boot von der SST Spiekerooger Seetransporte zwischen Neuharlingersiel und Spiekeroog für den Transport von Mitarbeitern von zur Beluga-Gruppe gehörenden Hotel- und Gastronomiebetrieben und dem Künstlerhaus auf Spiekeroog eingesetzt. Im Juli 2007 wurde der Einsatz von der damaligen See-Berufsgenossenschaft gestoppt, unter anderem weil die Boote nicht den Sicherheitsanforderungen für Passagierschiffe genügten. Die Nordseebad Spiekeroog GmbH kaufte das Schiff im Sommer 2011 und ließ es soweit umbauen, dass es die behördlichen Anforderungen und Sicherheitsvorschriften für den gewerblichen Personentransport erfüllte.
Zwischen dem 15. Oktober 2011 und dem 1. März 2014 wurde die Spiekeroog Express auf der Strecke zwischen Neuharlingersiel und Spiekeroog als Wassertaxi eingesetzt und ergänzte die Flotte aus Spiekeroog I, Spiekeroog II, Spiekeroog III und Spiekeroog IV. Zum 1. März 2014 wurde der Betrieb eingestellt.